# SoLow
SoLow is een Nederlandse winkelketen die gespecialiseerd is in feestartikelen, hobby- en knutselspullen en andere non-food-artikelen. Het bedrijf werd in 2003 opgericht door de gebroeders Danny en François Dame, toen nog vanuit een kraam op een plaatselijke markt. Het moederbedrijf van SoLow heet daarom ook D&F en is gevestigd in Culemborg. Anno 2022 heeft het bedrijf 46 vestigingen in Nederland en Vlaanderen.
In 2021 kreeg private-equityfonds Vendis Capital het meerderheidsbelang in handen voor in ieder geval 15 miljoen euro. Met de investering wilde SoLow uitbreiden, zowel in Nederland als daarbuiten. Wel werden enkele filialen overgeheveld aan de gelijkaardige winkelketen Feela.
Op 6 maart 2025 brak er een grote brand uit in het filiaal van SoLow aan de Jansstraat in de binnenstad van Arnhem. Als gevolg hiervan raakten zeker tien historische panden in brand met grote schade tot gevolg.